# Wuschlaub
Wuschlaub ist ein Ortsteil in der Ortschaft Muschwitz in der Stadt Lützen im Burgenlandkreis in Sachsen-Anhalt. 
Wunschlaub liegt zwischen Leipzig und Gera im Süden der ehemaligen Gemeinde Muschwitz. Nordwestlich liegt neben dem Hauptort Muschwitz auch der Ortsteil Göthewitz. Nördlich befindet sich der Ortsteil Söhesten, nordöstlich der Ortsteil Tornau und südöstlich der Tagebau Profen-Nord mit dem Tagebauvorfeld Domsen. Südwestlich liegt der Ortsteil Zetzsch der Stadt Hohenmölsen. 
Wuschlaub liegt an den Kreisstraßen 2196 und 2197. Erstere im Südwesten des Ortes, zweitere im Südosten. Im Nordwesten fließt unweit des Ortes der Grunaubach, ein rechter Nebenfluss der Rippach. 
In Wuschlaub gibt es einen kommunalen Friedhof. Zudem sind vier Gebäude als Kulturdenkmale und zwei Eichen als Naturdenkmale ausgewiesen.
2016 entschied das Kohleunternehmen MIBRAG nach einer Neubewertung endgültig, dass eine Inanspruchnahme der Orte Tornau und Wuschlaub für einen Braunkohleabbau im Tagebau Profen-Nord aus wirtschaftlichen und technologischen Gründen nicht infrage kommt.